# Katholieke Kerk in Tadzjikistan

Tadzjikistan

De Katholieke Kerk in Tadzjikistan maakt deel uit van de wereldwijde Katholieke Kerk onder het leiderschap van de paus en de curie.
In 1991, na de perestrojka en de onafhankelijkheid van Tadzjikistan, benoemde paus Johannes Paulus II Fr. Pavel Lenga tot apostolisch administrator van Karaganda voor de katholieken van de Latijnse ritus in Kazachstan en de andere vier voormalige Sovjet-grondgebied republieken van Centraal-Azië: Oezbekistan, Tadzjikistan, Kirgizië en Turkmenistan.
Dit missiegebied is sinds 1996 toevertrouwd aan priesters van het Instituto del Verbo Encarnado (IVE) en staat onder leiding van ordinarius E.H. Carlos Avila, V.E.
Het Vaticaan heeft diplomatieke betrekkingen met Tadzjikistan. Apostolisch nuntius voor Tadzjikistan is sinds 15 juli 2023 aartsbisschop George George Panamthundil, die tevens nuntius is voor Kazachstan en Kirgizië.

## Bestuurlijke indeling
- Immediatum Missio sui iuris Tadzjikistan